# 1400 Smith Street
1400 Smith Street (noto anche come Enron Complex ) è un grattacielo di Houston, Texas.

## Caratteristiche
L'edificio, alto 211 metri, ha 50 piani ed è l'undicesimo edificio più alto della città . Progettato dallo studio di architettura Lloyd Jones Brewer and Associates, fu completato nel 1983.
L'edificio era l'ex sede centrale della Enron, una delle più grandi società americane di commercio di materie prime durante gli anni '90 e in seguito tristemente nota per lo scandalo finanziario del 2001.
Nel 2006, Brookfield Properties ha acquisito l'edificio per 120 milioni di dollari. Contemporaneamente, Brookfield annunciò che Chevron aveva firmato un contratto di locazione per l'intero edificio. Brookfield ha gestito il 4 Allen Center in una partnership congiunta con il gruppo di private equity The Blackstone Group.